# Ложнопищуховые
Ложнопищуховые (лат. Climacteridae) — семейство воробьиных птиц.

## Описание
Представители семейства имеют длину от 14 до 19 см и массу 17—44 г. У них относительно длинный хвост, короткие ноги с сильными лапами, крепкое тело и длинный, слегка загнутый вниз клюв. Оперение этого семейства имеет коричневую, красновато-коричневую или серовато—коричневую окраску. Обычно в оперении присутствует некоторый половой диморфизм: у самок голова или грудь имеют красноватый цвет, который отсутствует у самцов.

## Питание
Ложнопищуховые в основном питаются членистоногими, обитающими на коре деревьев; также они ловят добычу с земли и употребляют в пищу древесный сок и нектар цветов.

## Состав семейства
Международный союз орнитологов относит к семейству 2 рода и 7 видов: 
- Cormobates Mathews, 1922
  - Папуанская ложнопищуха Cormobates placens (P.L. Sclater, 1874)
  - Белогорлая ложнопищуха Cormobates leucophaea (Latham, 1801)
- Ложнопищухи Climacteris Temminck, 1820
  - Белобровая ложнопищуха Climacteris affinis Blyth, 1863
  - Краснобровая ложнопищуха Climacteris erythrops Gould, 1841
  - Полевая ложнопищуха Climacteris picumnus Temminck, 1820
  - Чернохвостая ложнопищуха Climacteris melanurus Gould, 1843
  - Рыжебрюхая ложнопищуха Climacteris rufus Gould, 1841